# 絲鰭鯒
絲鰭鯒，又稱絲鰭牛尾魚，為輻鰭魚綱鮋形目牛尾魚亞目牛尾魚科的其中一種，分布於中西太平洋區，從暹羅灣至澳洲昆士蘭海域，屬底棲性魚類，棲息深度5-53公尺，體長可達19公分，生活在沙底質海域，屬肉食性，可做為食用魚。